# Ratusz w Tuchowie
Ratusz w Tuchowie – zabytkowy ratusz klasycystyczny w Tuchowie, w województwie małopolskim. 

## Historia
Obecna budowla została odbudowana w latach 1873–1874 z wykorzystaniem części fundamentów i ścian poprzedniej. Jest to w całości murowana budowla piętrowa. Na planie w kształcie litery C. Mieści się pośrodku Rynku. Wewnątrz znajduje się siedziba burmistrza miasta i całego urzędu miejskiego i Gminy Tuchów. Projektantem ratusza był zapewne Franciszek Hackbeil starszy. Budynek reprezentuje styl neoklasycystyczny i nakryty jest dachem dwuspadowym.

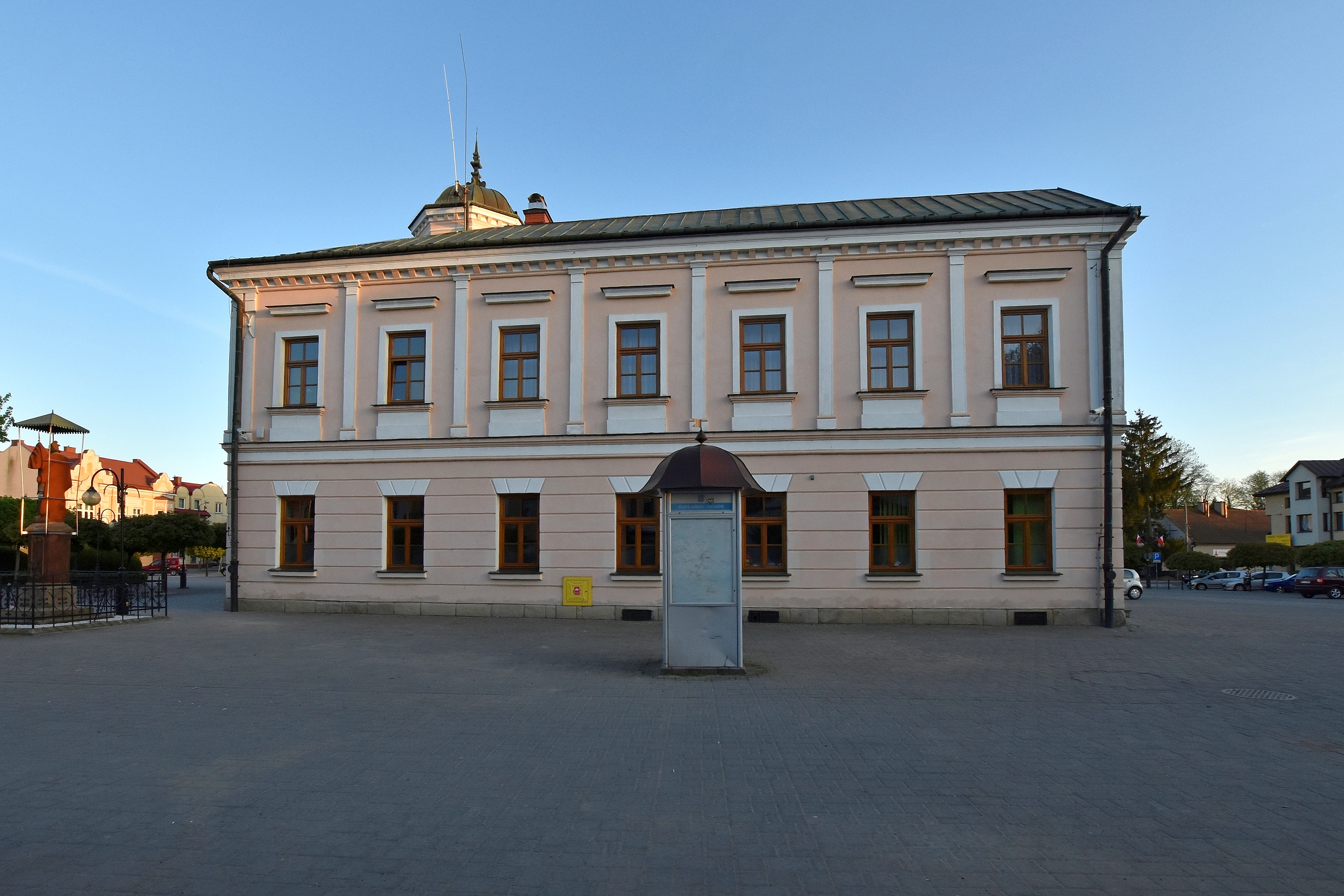
Elewacja południowa
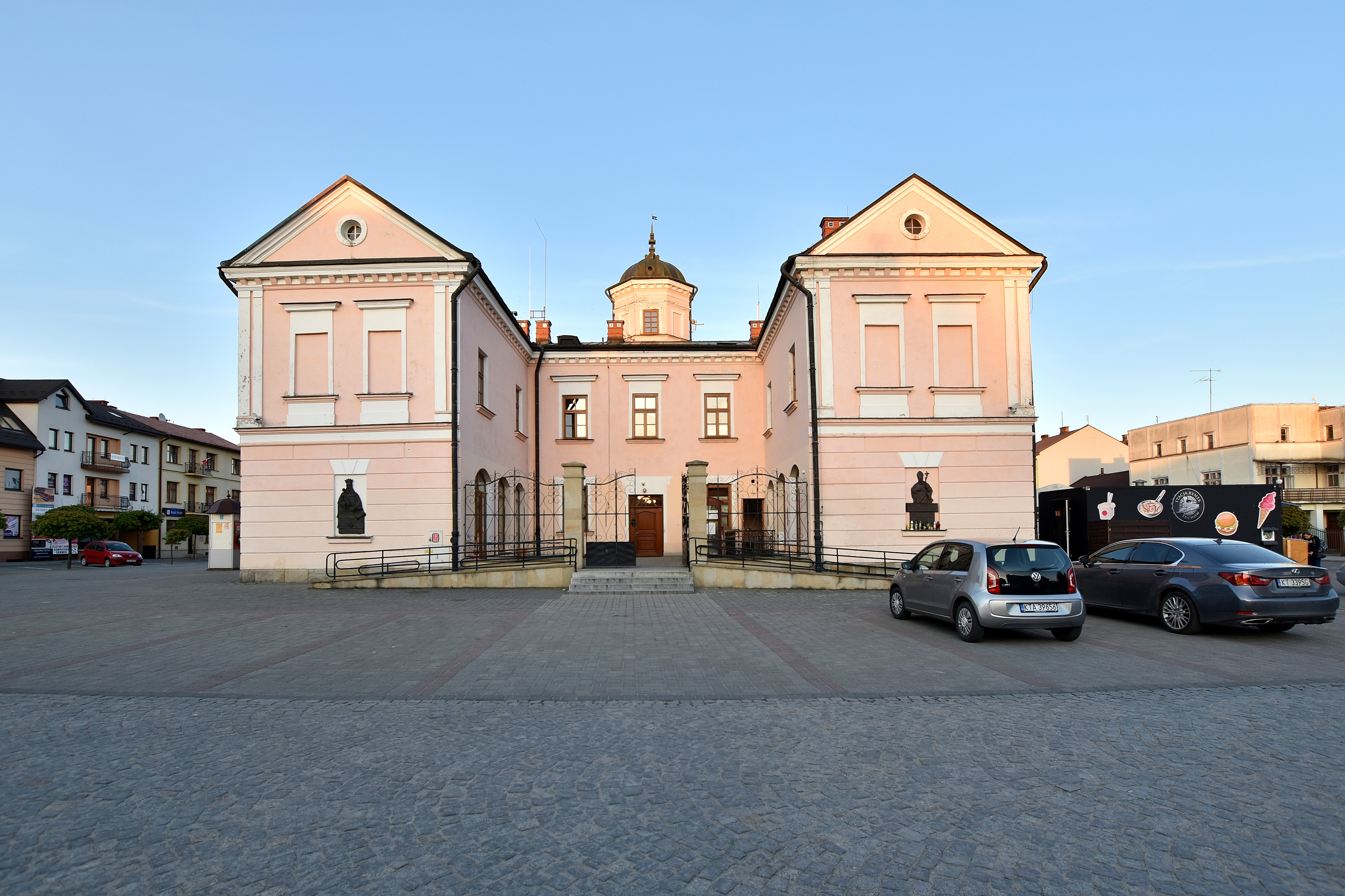
Elewacja zachodnia
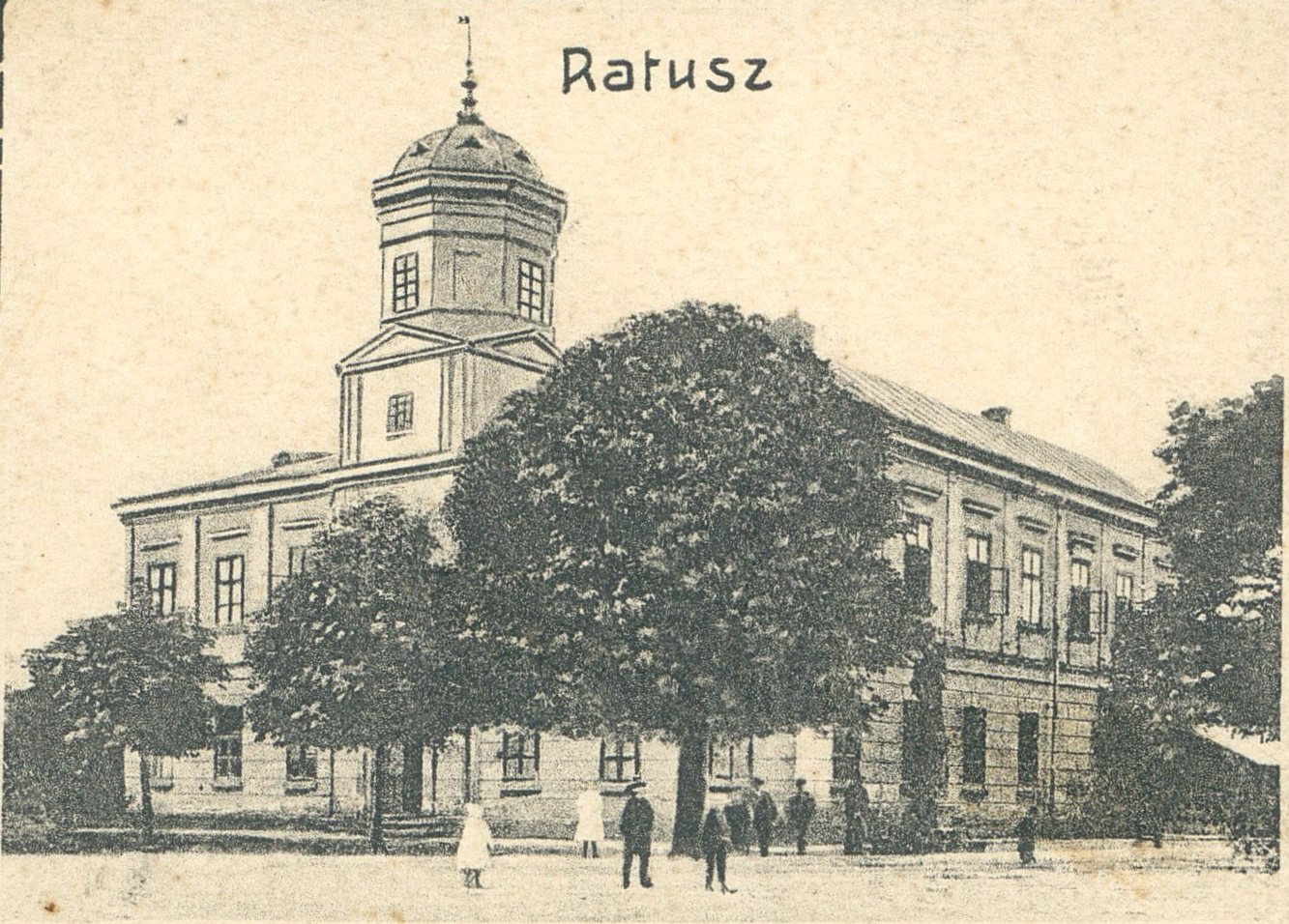
Ratusz około 1914